# Otto A. Thoß
Otto A. Thoß (* 1989 in Markneukirchen) ist ein deutscher Theaterpädagoge, Dramaturg, Theaterregisseur und Sachbuchautor. Er war Leiter des Jungen DNT des Nationaltheaters Weimar und des Jungen Staatstheaters am Badischen Staatstheater Karlsruhe.

## Leben
Otto A. Thoß besuchte in Markneukirchen im sächsischen Vogtlandkreis das Gymnasium. Er studierte Theaterpädagogik am Institut für Theaterpädagogik (Bachelor of Arts) in Lingen, sowie Dramaturgie für Theater, Film und neue Medien (Master of Arts) an der Akademie für Darstellende Kunst Baden-Württemberg. Seine Forschungsarbeit handelte von „Musical und Theaterpädagogik – Die Methodik von Schulmusicals und musiktheaterpädagogischen Vorbereitungsworkshops, sowie die Entstehung des Phänomens Musical und den Zusammenhang mit Homosexualität“.
Mit Beginn der Spielzeit 2013/2014 wurde er Leiter der Abteilung Junges DNT am Nationaltheater Weimar. Unter der Generalintendanz von Hasko Weber baute er dort das Kinder- und Jugendprogramm enorm aus. Daneben gründete er den Mehrgenerationenclub des DNT. Als Dramaturg arbeitete er maßgeblich an der Uraufführung des Klassenzimmerstücks Deine Helden – Meine Träume von Karen Köhler unter der Regie von Sebastian Martin mit, welches 170-mal in Thüringer Schulen gespielt wurde. Er war Pädagogischer Leiter von allen drei Teilen der Helden-Trilogie, die an vielen Theatern nachgespielt wird. 2014 rief er die Reihe Theater in Weimar West ins Leben, bei der verschiedene Inszenierungen und Formate in benachteiligten Stadtteilen direkt vor Ort gespielt werden.
Im selben Jahr leitete er eine Masterclass an der Universität Sankt Petersburg. 2015 war er Festivalleiter und Mitglied der Auswahljury des Wildwechsel-Festival. Das Junge DNT richtete unter ihm das „Kinder- und Jugendtheaterfestival der Bundesländer Berlin, Brandenburg, Sachsen, Sachsen-Anhalt und Thüringen“ aus. In der Spielzeit 2016/17 entstand mit dem Musical Spring Awakening unter seiner Regie ein Großprojekt mit 50 Jugendlichen, darunter Gehörlose und Geflüchtete. Daneben prägt er seit über zehn Jahren entscheidend das musisch-künstlerische Profil des Gymnasiums Markneukirchen, seiner ehemaligen Schule. Neben zahlreichen Musicalinszenierungen und -choreografien entstanden dort seine ersten Arbeiten mit Jugendlichen.
Zum Beginn der Spielzeit 2017/2018 wechselte er von Weimar nach Karlsruhe und war dort als Leiter des Jungen Staatstheaters tätig, bis diese Aufgabe ab der Spielzeit 2020/21 von Stefanie Heiner übernommen wurde.
Derzeit wird gegen ihn in mehreren Fällen der sexuellen Belästigung an seiner Heimatschule ermittelt.

## Theater (Auswahl)

### Regie
Weimar 
- Das Ding
- Reigen!
- Tannöd

 Karlsruhe 
- Die überraschend seltsamen Abenteuer des Robinson Crusoe
- Schwalbenkönig

### Dramaturgie und Pädagogische Leitung
- Deine Helden – Meine Träume (Uraufführung/Weimar)

## Filmografie (Auswahl)
- 2012: Zwei Mütter (Dramaturgie)
- 2021: Heimat Osten (Dokumentarfilm)[5]

## Sachbuch
- 2011: Musical- und Musiktheaterpädagogik

## Auszeichnungen
- 2016: Dr. Otto-Karsten-Preis[6]